# ألان تايلور (لاعب سنوكر)
ألان تايلور (بالإنجليزية: Allan Taylor)‏ هو لاعب سنوكر بريطاني، ولد في 28 نوفمبر 1984 في Basildon ‏ في المملكة المتحدة.

## روابط خارجية
- ألان تايلور على موقع CueTracker.net (الإنجليزية)
- ألان تايلور على موقع بطولة العالم للسنوكر (الإنجليزية)